# Бочарник, Стефан Филиппович
Стефан Филлипович Бочарник (1915 год — дата смерти неизвестна) — бригадир тракторной бригады Ново-Астраханской МТС Ново-Астраханского района Ворошиловградской области, Украинская ССР. Герой Социалистического Труда (1948).
В 1947 году механизированная бригада Стефана Бочарника получила в среднем по 29,9 центнеров пшеницы с каждого гектара на участке площадью 152 гектара. Указом Президиума Верховного Совета СССР от 16 февраля 1948 года «за получение высоких урожаев пшеницы, ржи, кукурузы и сахарной свеклы, при выполнении колхозом обязательных поставок и натуроплаты за работу МТС в 1947 году и обеспеченности семенами зерновых культур для весеннего сева 1948 года» удостоен звания Героя Социалистического Труда с вручением ордена Ленина и золотой медали «Серп и Молот».